# Święty Franciszek (wersja toledańska)
Święty Franciszek – obraz hiszpańskiego malarza greckiego pochodzenia Dominikosa Theotokopulosa, znanego jako El Greco.
Postać świętego Franciszka towarzyszyła El Greco przez niemal wszystkie lata jego twórczości. Początkowo ukazywał go w ekstazie, pochłoniętego żarliwą modlitwą (Święty Franciszek) lub z artefaktami i stygmatami (Ekstaza świętego Franciszka). Pod koniec XVI wieku El Greco Franciszka przedstawił w towarzystwie innych świętych. W 1595 roku ukończył obraz Święci Andrzej i Franciszek, a pięć lat później przedstawił Franciszka wraz z Janem Ewangelistą. Z tego samego okresu pochodzi prawdopodobnie wersja z barcelońskiego muzeum Museu Nacional d’Art de Catalunya, gdzie Franciszek występuje w towarzystwie Jan Chrzciciela (Święty Jan Chrzciciel ze świętym Franciszkiem).
W wersji z nieistniejącego już Museo San Vincente św. Franciszek występuje osobno a jego postać nie różni się niczym od innych wersji z jego udziałem. Ukazany został z profilu, ubrany w tradycyjny zakonny habit. Dłonie duchownego zostały namalowane w bardzo charakterystyczny sposób: prawa dłoń przyłożona jest do piersi w geście posłuszeństwa, długie palce są szeroko rozłożone, a dwa zewnętrzne są wyraźnie rozchylone. Lewa dłoń ułożona jest w otwartym geście skierowanym do Jana. Na obu dłoniach widoczne są stygmaty